# Badia de Stepovak
La badia de Stepovak és una badia situada a la península d'Alaska, a l'estat d'Alaska, als Estats Units. Va ser anomenada "Stepovakho" o "badia de Stepof" pel United States Coast and Geodetic Survey el 1888 en record a Stepanof, un capità rus.

## Volcans
La badia de Stepovak està envoltada per un grup de cinc volcans que formen part de l'Arc Aleutià. Aquests volcans són el mont Kupreanof i quatre volcans numerats (Stepovak Bay 1, 2, 3 i 4). El mont Kupreanof i el badia de Stepovak 2 i 4 han entrat en erupció durant els darrers 10.000 anys, mentre que els badia de Stepovak 1 i 3 van entrar en erupció en algun moment del Plistocè superior. L'erupció més recent del mont Kupreanof va tenir lloc, possiblement, el març de 1987.